# Ryszard Hać
Ryszard Hać (ur. 8 października 1958 w Krasnymstawie) – polski wojskowy, generał brygady pilot SZ RP.

## Życiorys
W 1977 roku, po ukończeniu liceum ogólnokształcącego, rozpoczął naukę w Wyższej Oficerskiej Szkole Lotniczej im. Janka Krasickiego w Dęblinie. W 1981 roku otrzymał promocję na stopień podporucznika oraz dyplom ukończenia studiów zawodowych. Absolwent Wojskowej Akademii Lotniczej im. Jurija Gagarina w ZSRR.
15 sierpnia 2004 roku Prezydent RP Aleksander Kwaśniewski mianował go generałem brygady. W latach 2004–2007 był komendantem Wyższej Szkoły Oficerskiej Sił Powietrznych w Dęblinie. W okresie od 10 lutego 2007 roku do 15 sierpnia 2007 roku był zastępcą Szefa Sztabu Sił Powietrznych. Od 15 sierpnia 2007 roku zajmował stanowisko szefa Wojsk Lotniczych-zastępcy szefa Szkolenia Sił Powietrznych. 28 lipca 2010 roku jego stanowisko zajął gen. bryg. pil. Stefan Rutkowski 30 listopada 2010 roku został uroczyście pożegnany przez Dowódcę Sił Powietrznych gen. broni pil. Lecha Majewskiego w związku z zakończeniem służby wojskowej i przeniesieniem do rezerwy.

## Ordery i odznaczenia
- Krzyż Komandorski Orderu Odrodzenia Polski
- Krzyż Kawalerski Orderu Odrodzenia Polski (2005)[2]
- Złoty Krzyż Zasługi (1997)[3]
- Srebrny Krzyż Zasługi
- Lotniczy Krzyż Zasługi (2009)[4]
- Krzyż Św. Jana Pawła II (2021)[5]